# 董宏猷
董宏猷（1950年4月29日—2022年12月31日），男，汉族，湖北咸宁人，中国儿童文学作家，一级作家，全国优秀儿童文学奖获得者。曾任湖北省作家协会副主席，武汉市作家协会主席。